# Aprowizacja
Aprowizacja – zaopatrywanie ludności w towary pierwszej potrzeby, m.in. w żywność, w tych miejscach, gdzie występuje ich brak lub niedobór.
Deficyt aprowizacyjny zmusza władze danego państwa lub terytorium m.in. do wykorzystania odgórnych mechanizmów ograniczenia popytu na określone dobra, zwłaszcza żywność. W takich sytuacjach stosuje się np. aprowizację reglamentowaną, czyli system kartkowy.